# Дада Маравілья
Дада Маравілья (порт. Dadá Maravilha, нар. 4 березня 1943, Ріо-де-Жанейро) — бразильський футболіст, що грав на позиції нападника.
Стоїть на третьому місці в історії бразильського футболу слідом за Пеле і Ромаріо: у 926 матчах забив 549 м'ячів (у тому числі 211 голів у 254 матчах за «Атлетіко Мінейру», другий результат в історії клубу). Рекордсмен за кількістю голів, забитих за один матч чемпіонату Бразилії: у 1976 році Дада забив 10 м'ячів у зустрічі з «Санто-Амаро». Дворазовий чемпіон Бразилії. Відомий своєю швидкістю — пробігав 100 метрів за 9,9 секунди. У складі збірної — чемпіон світу.

## Клубна кар'єра
Даріо народився в бідній сім'ї в передмісті Ріо-де-Жанейро, Марешал Ермес. Його батько, Жуан Жозе дос Сантос, працював електриком, а мати, Метрополітана Баррос, була домогосподаркою. У 1951 році в родині сталося нещастя: мати загинула в пожежі, а Даріо разом з братами Маріо і Аноніо Жорже потрапив до дитячого будинку.
Грати він почав у 1965 році в скромній молодіжній команді клубу «Кампу Гранді», де юного спортсмена примітив великий клуб — «Атлетіко Мінейру», який у 1968 році підписав з ним контракт. В 1971 році допоміг «Атлетіко» виграти чемпіонат Бразилії.
У 1973 році Маравілья перейшов до іншого великого бразильського клубу «Фламенго», але наступного року повернувся в «Атлетіко».
У 1976 році, виступаючи за «Спорт Ресіфі», Даріо виграв чемпіонат штату Пернамбукано. А потім перейшов в «Інтернасьйонал». Угода з покупкою Даріо була однією з найбільших в історії бразильського футболу, але на відміну від зірок того «Інтера», Фалькао, Еліас Фігероа, Пауло Сезар Кажу і Валдоміро, Даріо засуджувався як гравець, що гальмує гру, але поступово Даріо став одним з головних бомбардирів клубу, найбільше забивши в чемпіонаті 1976 року, включаючи перший фінальний матч.
Наступний сезон у Даріо не вийшов — він захворів на пневмонію і більшу частину сезону лікувався. Він повернувся в «Атлетіко Мінейру», але без особливого успіху, і його кар'єра пішла на спад. Згодом Даріо грав у командах набагато нижчих класом, ніж раніше, поки не закінчив кар'єру в клубі «Комершиал СП».

## Виступи за збірну
Майстерність і клас юного Даріо стали настільки очевидними, що Еміліу Гаррастазу, президент країни, попросив тренера збірної Маріо Загалло, щоб Даріо приєднався до національної збірної Бразилії. Хоча більшу частину чемпіонату світу 1970 року в Мексиці Даріо провів на лаві запасних, він все ж став чемпіоном світу.
Протягом кар'єри в національній команді, яка тривала 4 роки, провів у формі головної команди країни лише 7 матчів.

## Титули і досягнення

### Командні
- Чемпіон Бразилії (2): 1971, 1976
- Переможець чемпіонату штату Мінас-Жерайс (2): 1970, 1978
- Переможець чемпіонату штату Пернамбуку: 1975
- Переможець чемпіонату штату Ріу-Гранді-ду-Сул: 1976
- Переможець чемпіонату штату Баїя: 1981
- Переможець чемпіонату штату Гояс: 1983
- Чемпіон світу: 1970

### Особисті
- Найкращий бомбардир чемпіонату штату Мінас-Жерайс: 1969, 1970, 1971, 1972
- Найкращий бомбардир чемпіонату Бразилії: 1976 (16 голів)